# SS.10
SS.10 (фр.«Sol-Sol» — «Поверхня — Поверхня») — французька керована протитанкова ракета 1-го покоління класу «земля — земля» 50-х років ХХ століття.

## Історія
Розробка інженерами Arsenal de l'Aéronautique in Châtillon sous Bagneux почалась в 1948 на основі німецької трофейної ракети X7 Rotkäppchen як Nord-5203. Перші зразки з'явились у 1952, на озброєнні французької армії з 1955.

## Конструкція
ПТКР з ручною системою наведення тобто наведення за методом трьох точок (приціл — ракета — ціль). Управління здійснювалося по дротах. Після пуску і протягом усього польоту до цілі ракета розмотувала пару тонких проводів, по яких передавалися команди управління від джойстика оператора.
Спостереження за ракетою було можливо за встановленим на ній трасером (в денний час трасер було видно практично тільки ззаду і він не демаскував ракету). Шанс вразити ціль в операторів доходив до 90 % на полігоні і приблизно 66 % — у бойових умовах (данні по алжирській кампанії). Вага ракети в легкій ПУ становила 19 кг.
Розрахунок ПТРК SS.10 складався з 4 чоловік: навідника (він же командир розрахунку), водія та 2 молодших операторів.

## Тактико-технічні характеристики
Довжина ракети: 860 мм
Діаметр корпусу: 165 мм
Розмах крила: 750 мм
Стартова маса: 15 кг
Швидкість польоту: 80 м / с
Дальність стрільби: від 500 до 1600 м
Бойова частина: кумулятивна
Маса БЧ — 5 кг
Бронепробивність: 400 мм
Система наведення: ручна, по дротах

## Служба

### США
В 1958 після закриття програми розробки власної ПТРК SSM-A-23 американці стали шукати заміну. В січні 1960 була закуплена невелика партія SS.10, які отримали армійський індекс MGM-21A. Але пізніш на озброєння були прийняті MGM-32 Entac.

### Ізраїль
У кінці 1955 країна отримала 36 ПУ SS.10. В армії використовувався варіант бойового розрахунку з 4 ракет на базі автівки Dodge. Знято з озброєння на початку 1960-х.